# Кунар (река)
Куна́р (на тер. Афганистана; пушту کونړ سيند‎) / Читра́л (на тер. Пакистана; урду دریائے چترال‎) — трансграничная река, начинающаяся на северо-востоке Пакистана (Хайбер-Пахтунхва) и заканчивающаяся в восточной части Афганистана в провинциях Кунар и Нангархар. Образуется в результате слияния рек Путкух и Мастудж (Битерипари). Является левым и самым крупным притоком реки Кабул впадающим в него в 5 км ниже города Джелалабад.
Река Кунар — одна из немногих рек, протекающих через горные хребты высотой более 7000 м. Питание реки обеспечивается за счёт таяния ледников и снега на вершинах гор.
На берегах реки находится города Читрал и Асадабад. Малый участок в верховьях служит государственной границей между Афганистаном и Пакистаном.
Длина реки составляет 500 км. Общая площадь водосбора — 26 360 км², у села Кунар — 25710 км². Средневзвешенная высота водосбора — 3700 м. Средний расход воды — 465 м³/с.

## Течение
Берёт начало из ледников южного склона Гиндукуша. По территории Пакистана под названиями Ярхун, Мастудж и Читрал, протекает до устья реки Башкуль. Затем на протяжении около 190 км течёт по территории Афганистана. Общая длина реки составляет свыше 500 км.
В пределах Афганистана, сначала течёт в узкой долине с извилистым руслом до города Чагасарай, где средняя ширина потока в межень составляет 40—50 м. Ниже русло становится шире и делясь на рукава, образует большое количество островов. Длиной в 34 км между сёлами Кунар и Шагай, река протекает по сужающейся а иногда расширяющейся местами долине, где по дну узкого места ширина достигает от 0,7 до 1 км, а в широком месте от 1,5 до 2,5 км.
Правобережная часть долины более развита. Плоское дно является главным фактором дробления реки на рукава. В едином русле течет на коротких расстояниях и лишь в очень редких местах. Ширина реки по преимуществу в конце апреля равна 80—100 м, с мая по конец августа 150—200 м. Почти все земли, легко доступные для подачи воды, освоены местным населением. В долине реки в пределах Афганистана, орошаемые площади составляют приблизительно 15000 га.

## Питание
Кунар занимает лидирующие позиции среди рек ледниково-снегового питания. Для сравнения, у Кунара в формировании стока, участие высокогорных снегов и ледников составило 51,1 %, а у Пянджа 43,6 %, несмотря на то, что Кунар уступает Пянджу в высоте водосбора. Более 33 % площади водосбора имеют отметку свыше 4000 м и несколько вершин свыше 7000 м. Поэтому, средневзвешенная высота водосбора выше села Кунар составило 3700 м. Коэффициент соотношения стока за июль-сентябрь к стоку за март-июль у Кунара равен 1,40, а у Пянджа — 1,17. Таким образом, Кунар является самым «ледниковым» среди самых крупных рек Афганистана, за исключением рек Амударьинского бассейна.
За три года наблюдений начиная с 1 октября каждого года, показатели среднегодового расхода воды колебались в пределах 572 м³/с (1959—1960) и 356 м³/с (1961—1962). Максимальные значения расходов воды у Кунара как и у всех рек такого типа питания достигают в июле, августовские показатели тоже высоки. С сентября начинается резкий спад расхода воды. Наименьшие расходы наблюдаются в январе-феврале, существенный подъём уровней в апреле. 51,1 % стока приходится на период с июля по сентябрь, 36,4 % на месяцы март-апрель и 12,5 % на период с декабря по февраль. Для крупных рек Афганистана величина удельной водоносности Кунара является рекордной и составляет 18,1 л/с на км². Максимально зарегистрированный расход воды 2290 м³/с (2.07.1962)..
| Средний расход воды (м³/с) реки Кунар по месяцам (замеры производились на гидрологическом посту на станции «Кунар») |